# Roberto Cano (ciclista)
Roberto Cano Ramírez (Fredonia, Antioquia, 1927-Medellín, Antioquia, 11 de febrero de 1995), apodado como "El sastre de envigado", fue uno de los pioneros del ciclismo colombiano.
Cano corrió las primeras seis ediciones de la Vuelta a Colombia destacándose su participación en la primera edición en donde ocupó el 2º lugar y ganó una etapa. Luego de dicha participación y a su regreso a Medellín, la ciudad brindó una gran recepción tanto a Cano, como a su compañero de equipo, Pedro Nel Gil por su destacado desempeño en la Vuelta.

## Palmarés[3]
1951
- 2º en la clasificación general de la Vuelta a Colombia 1951, más una etapa.